# Potresno inženjerstvo
Potresno inženjerstvo ili seizmičko inženjerstvo je interdisciplinarna grana inženjerstva koja projektira i analizira strukture, kao što su zgrade i mostovi, imajući na umu potrese. 
Opći cilj je učiniti takve zgrade otpornijima na potrese. Inženjer potresa ima za cilj izgraditi strukture koje neće biti oštećene manjim podrhtavanjem i izbjeći ozbiljna oštećenja ili kolaps u velikom potresu. Potresno inženjerstvo je znanstveno područje koje se bavi zaštitom društva, prirodnog okoliša i čovjekovog okoliša od potresa ograničavanjem seizmičkog rizika na socioekonomski prihvatljive razine. Tradicionalno se usko definirao kao proučavanje ponašanja zgrada i geostruktura podložnih seizmičkim opterećenjima; smatra se podskupom građevinarstva, geotehničkog inženjerstva, strojarstva, kemijskog inženjerstva, primijenjene fizike itd. Međutim, enormni troškovi uzrokovani nedavnim potresima doveli su do proširenja opsega protuseizmičkog inženjerstva na discipline iz širih područja građevinarstva, strojarstva, nuklearnog inženjerstva, te iz društvenih znanosti, posebice sociologije, političkih znanosti, ekonomije i financije.
Glavni ciljevi potresnog inženjerstva su:
- Predvidjeti moguće posljedice jakih potresa na urbana područja i civilnu infrastrukturu.
- Projektirati, konstruirati i održavati zgrade koje će izdržati izloženost potresu prema očekivanjima i u skladu s građevinskim propisima.[2]

Dobro projektirana struktura ne mora nužno biti izuzetno jaka ili skupa. Mora biti pravilno dizajnirana, da izdrži seizmičke učinke uz održavanje prihvatljive razine oštećenja.